# Френц, Владимир Николаевич
Владимир Николаевич Френц (26 апреля 1876, Санкт-Петербург — 7 июня 1911, Владивосток) — российский горный инженер, работал на предприятиях горной промышленности Донбасса, с 1901 года — на Сучанском руднике, в должности управляющего Сучанскими каменноугольными копями (1909—1911).

## Биография
Родился 26 апреля 1876 года в семье православного вероисповедания. Отец — коллежский советник Николай Александрович Френц, мать — Надежда Алексеева. У Владимира Николаевича было две младшие сестры — Людмила и Маргарита. В 1897 году призван на военную службу, зачислен в ратники ополчения второго разряда.
Будучи студентом последних двух курсов работал практикантом на шахтах общества Южно-Русской каменноугольной промышленности. Рудничная администрация обратила внимание на его способности, и до окончания института Френц был приглашён на службу в общество. После окончания Горного института по профессии горного инженера в 1899 году стал заведующим шахтой № 1. Спустя год был назначен заведующим Корсунскими копями этого же общества. В этой должности он пробыл около года. В целом, в обществе прослужил около двух лет, после чего был приглашён на должность помощника директора Никитовских копей на вновь строящийся рудник. Здесь он прослужил несколько месяцев.

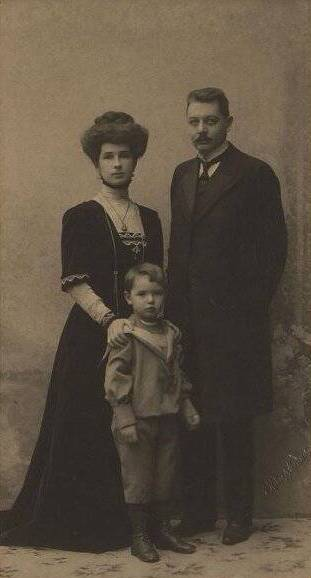
В. Н. Френц с семьёй (ок. 1908)

В начале 1901 года продолжался отпуск управляющего Сучанскими копями Френца до окончания рассмотрения в его присутствии в Петербурге детальных проектов промывочной и брикетного завода к постройке на Сучанских копях. Осенью 1901 года уехал на казённый Сучанский рудник помощником управляющего. Находясь на Сучанском руднике, Френц интересовался прогрессом техники в Донецком бассейне и переписывался со многими лицами, причастными к горному делу. 28 июня 1901 года приказом по гражданскому ведомству назначен помощником управляющего во Временное управление по оборудованию Сучанского каменноугольного предприятия. 30 октября прибыл на Сучан с управляющим А. М. Павловым, горным инженером В. О. Курбатовым и партией горняков из донецкой Горловки Екатеринославской губернии. С 28 марта 1902 года исполнял обязанности управляющего Сучанским каменноугольным предприятием. В 1907 году помощник управляющего Сучанским каменноугольным предприятием Френц командировался на один месяц в Японию для ознакомления с положением каменноугольной промышленности. В 1908 году исполняющий обязанности управляющего Сучанским каменноугольным предприятием Френц командировался на четыре недели в Японию для ознакомления с положением каменноугольной промышленности.
10 июня или 7 сентября 1909 года был назначен управляющим Сучанскими каменноугольными копями. За годы службы прошёл путь от коллежского секретаря до надворного советника. Награждён орденами Святой Анны 2-й и 3-й степеней и Святого Станислава 2-й степени. В 1911 году надворный советник Френц командировался в Одессу на 10 дней для ознакомления с брикетированием каменного угля на нефтяных остатках.
При Френце на руднике были построены шахты № 1 и 2, проводились разведочные работы на Старосучанском месторождении и поиски углей в районе Северного Сучана.
Френц был женат на дочери горного инженера Надежде Александровне Михель, которая была значительно моложе Френца. Оба супруга немецкого происхождения. 27 ноября 1905 года у них родился сын Сергей.

### Смерть
7 июня 1911 года Френц погиб в гостинице «Версаль» во Владивостоке. Газета «Далёкая окраина» сообщала, что за несколько часов до смерти Френц был в коммерческом собрании, разговаривал со многими лицами: «Около 10 часов вечера он спустился в номер, занимаемый бухгалтером сучанских копий С. И. Черновым, и заперся там на ключ. Через некоторое время Френц потребовал стакан вина, конверт и бумагу, а около 12 часов стражник, сидевший в коридоре возле номера, услышал звучный выстрел и вслед за ним более глухой. Он побежал в собрание сообщить об этом Чернову. Когда двери номера были взломаны, Владимира Николаевича нашли уже мёртвым». Генерал-губернатор Приамурского края Н. Л. Гондатти сообщил о случившемся в Санкт-Петербург: «Сегодня ночью в номере одного из своих сослуживцев застрелился управляющий Сучанскими угольными копями инженер Френц. Умер моментально, в оставленных письмах просит в своей смерти никого не винить».
По сообщению «Горного журнала», умерший управлявший Сучанскими каменноугольными копями горный инженер Френц с 25 мая [7 июня] 1911 года был исключён из списков. По распоряжению генерал-губернатора в соборе Владивостока по усопшему отслужили панихиду. По собственному завещанию похоронен в ограде церкви Макария Египетского в посёлке шахты № 1 Сучанского рудника. Рабочим Сучанского рудника Териным была произнесена надгробная речь: «Мне больно и тяжело. Больно не потому, что жизни рок угрюмый сразил твои лучшие мечты и думы, не потому, что много ты страдал, а потому что гибнут все твои благие начинания, и ты безвременно погиб. И пусть смерть твоя падёт на гадов дряхлой злобы, чьё сердце чёрствое, на тех, чьи руки грязные…». В майском номере газеты «Далёкая окраина» за 1911 год появился некролог: «Молодой талантливый горный инженер В. Н. Френц, пользовавшийся большим уважением рабочих, ушёл из жизни». В августовском номере «Горного журнала» был помещён некролог с фотографией и подписью Френца.
Спустя три года шахтёры поставили на могиле памятник. В романе «Чёрный камень» писателя К. Л. Майбогова утверждается, что Френца погубила страсть к певице с дурной репутацией. По предположению краеведа А. Антонова и правнука Френца А. Балихина, причиной самоубийства Владимира Николаевича могли стать пристрастие к картам и выпивке, предательство жены, тяжёлая болезнь или финансовые злоупотребления.

## Память
В начале XX века среди рабочих, прибывших из Горловки, появилась песня «На земле привольной стоит рудник знаменит…». Песня имела несколько вариантов. В 1907 году Френц пытался возбудить против носителей песни судебное дело. По рассказу старожила шахты № 1 П. Колесникова: «Народ Френца ещё как любил». Со слов В. Котиковой её отец, работавший в то время, о Френце говорил «душевный был, для рабочих старался». По воспоминаниям сучанского рабочего Е. Н. Вернахая: «Когда застрелился инженер Френц и гроб его из Владивостока везли сюда, весь путь до подъёмника был усыпан цветами…». Жена командира партизанского отряда А. Е. Савицкая, мать которой служила у семьи Френца экономкой, вспоминала, что Френц был высоким, спортивным, светловолосым, с мужественным выражением лица. Когда жена Френца уезжала, она отдала матери Савицкой тяжёлый расписной фотоальбом, и просила его сохранить. В 1937 году Савицкие боялись неприятностей и сожгли его.
Старожилы рассказывали, что ещё в 1925—1926 годах на могиле лежали свежие цветы. Приблизительно в 1930-х годах памятник «предали огню». Старое надгробие было уничтожено. В 1972 году в особняке Френца на шахте № 1 размещалась восьмилетняя школа № 4: это было одноэтажное здание с тонкой резьбой. В том же году бывший житель Сучана И. К. Шматюк направил письмо в Сучанский горком партии по поводу разрушения надгробия-беседки на могиле Френца. На развалинах памятника имелась надпись: «Управляющий Сучанским рудником горный инженер Владимир Николаевич Френц. Родился 14 апреля 1878 года. Скончался 26 мая 1911 года». Краеведом В. В. Клименко приводится надпись на могильном памятнике другого содержания: «Незабываемому творцу Сучанских копей и беспристрастному защитнику трудящихся. Любимому начальнику и дорогу сотоварищу от осиротевших сучанцев». В 2002 году могила находилась в запустении.
Вблизи железнодорожной платформы Наречное существовала деревня Френцевка, ныне дачный посёлок. В День города делегация в составе руководителей администрации города посещают памятный знак «Первый уголь» и могилу Френца как одного из основателей Партизанска.

## Работы
- Описание способов очистных работ на Корсунской копи Общества Южно-Русской каменноугольной промышленности // Горный журнал : журнал. — СПб., 1900. — № 10. — С. 1.
- Описание баланса, служащего для нагрузки клетей на шахте Альберт // Горный журнал : журнал. — СПб., 1900. — № 10. — С. 26.
- Отчёт по оборудованию Сучанского каменноугольного предприятия за 1902 год // Горный журнал : журнал. — 1906. — № 1. — С. 1—49.
- Углеобогатительная фабрика на Сучанских копях. — СПб., 1911.
- Брикетная фабрика для сучанских углей в связи с описанием некоторых фабрик в Рейнско-Вестфальком районе // Горный журнал : журнал. — СПб., 1911. — № 3. — С. 231—250.